# Twenty One Pilots (album)
Twenty One Pilots is het debuutalbum van de band Twenty One Pilots uit 2009. Ze verkochten 115.000 exemplaren en het album kwam op plek 139 in de billboard Billboard 200. Het is het enige album waarop bassist Nick Thomas en drummer Chris Salih voorkomen voordat ze beiden de band verlieten in 2011.
Het album is opgenomen in de zelfgebouwde opnamestudio in de kelder van het huis waarin Tyler Joseph, Nick Thomas, Chris Salih en de broer van Thomas op dat moment woonden. De teksten zijn vooral geschreven door Joseph.

## Nummers
| 1.                 | "Implicit Demand for Proof" | 4:52 |
| 2.                 | "Fall Away"                 | 3:02 |
| 3.                 | "The Pantaloon"             | 3:34 |
| 4.                 | "Addict with a Pen"         | 4:47 |
| 5.                 | "Friend, Please"            | 4:13 |
| 6.                 | "March to the Sea"          | 5:32 |
| 7.                 | "Johnny Boy"                | 4:39 |
| 8.                 | "Oh, Ms. Believer"          | 3:37 |
| 9.                 | "Air Catcher"               | 4:13 |
| 10.                | "Trapdoor"                  | 4:37 |
| 11.                | "A Car, a Torch, a Death"   | 4:34 |
| 12.                | "Taxi Cab"                  | 4:46 |
| 13.                | "Before You Start Your Day" | 3:53 |
| 14.                | "Isle of Flightless Birds"  | 5:46 |
| Totale duur: 62:08 |                             |      |

## Bezetting
- Tyler Joseph - zang, gitaar, basgitaar, piano, keyboard, synthesizer
- Nick Thomas - gitaar, basgitaar, achtergrondzang
- Chris Salih - drums, percussie, achtergrondzang